# Nesticella inthanoni
Espèce
Synonymes
- Erigone mollicula Thorell, 1898 nec L. Koch, 1879
- Howaia inthanoni Lehtinen & Saaristo, 1980

Nesticella inthanoni est une espèce d'araignées aranéomorphes de la famille des Nesticidae.

## Distribution
Cette espèce se rencontre en Thaïlande et en Birmanie.

## Description
La femelle holotype mesure 2,65 mm.

## Systématique et taxinomie
Cette espèce a été décrite sous le protonyme Howaia inthanoni par Lehtinen et Saaristo en 1980. Elle est placée dans le genre Nesticella par Wunderlich en 1986. Elle est placée en synonymie avec Nesticella mollicula par Lin, Ballarin et Li en 2016. Erigone mollicula Thorell, 1898 étant préoccupé par Erigone mollicula L. Koch, 1879, la synonymie est inversée par Ballarin, Koponen et Blick en 2024.

## Étymologie
Son nom d'espèce lui a été donné en référence au lieu de sa découverte, le parc national de Doi Inthanon.

## Publication originale
- Lehtinen & Saaristo, 1980 : « Spiders of the Oriental-Australian region. II. Nesticidae. » Annales Zoologici Fennici, vol. 17, no 1, p. 47-66.